# Pál Árpád (polgármester)
Pál Árpád (1954. március 20. Gyergyószentmiklós. –)  országgyűlési képviselő, Gyergyószentmiklós volt polgármestere.

## Tanulmányok és képzések
- 1969-1973 – Salamon Ernő Gimnázium, Gyergyószentmiklós, reál tagozat
- 1978-1981 – Kolozsvári Műszaki Egyetem, Mechanika Kar, Öntészet Tagozat
- 2004-2005 – Petru Maior Egyetem, Marosvásárhely, Energetikai menedzsment

## Munkatapasztalat
- 1973-1978 – Gyilkostó Szövetkezet: pénztáros, raktárnok
- 1981-1987 – Gyergyószentmiklósi Mechanikai Vállalat: technológus. műhelyvezető
- 1987-1990 – Gyilkostó Szövetkezet: főgépész
- 1990-1992 – Gyilkostó Szövetkezet: alelnök
- 1992-1997 – Gyergyószentmiklós: alpolgármester
- 1997–2004 – Gyergyószentmiklós: polgármester
- 2004-2006 – Országos Energiatakarékossági Ügynökség: energetikai programok irányítása
- 2006-2008 – Gyilkostó Szövetkezet: elnök
- 2008-2012 - Parlamenti képviselő